# محلات الهبة
محلات الهبة، أو محلات المقايضة، أو المحلات المجانية، أو المتاجر المجانية هي المتاجر التي تكون فيها كل السلع مجانية. وهي تشبه المعارض الخيرية، التي تتوفر بها سلع مستعملة في الغالب دون أي مقابل. وسواءً أكانت السلعة كتابًا، أو قطعة أثاث، أو ثوبًا أو شيئًا من أدوات المنزل، يتم إعطاؤها مجانًا، إلا أن هناك بعض المتاجر التي تطبق سياسة المبادلة بشيء آخر (محلات المقايضة).

## الفكرة
المتجر المجاني هو شكل من أشكال العمل المباشر البنَّاء الذي يوفر إطار تسوق بديل للإطار النقدي، حيث يسمح للأشخاص بمبادلة السلع والخدمات خارج إطار الاقتصاد القائم على التبادل النقدي. ولقد قامت مجموعة الثقافة المضادة في ستينيات القرن العشرين الفوضوية الحفارون بفتح متاجر مجانية والتي كانت ببساطة تهب سلعها، وتوفر الأغذية مجانًا، وتوزع الأدوية مجانًا، وتهب المال دون مقابل، وتنظم الحفلات الموسيقية مجانًا، وتؤدي الأعمال الفنية السياسية. لقد أخذت مجموعة الحفارون اسمهم من مجموعة الحفارون الإنجليز الأصلية بقيادة جيرارد وينستانلي وقد سعت إلى إنشاء مجتمع صغير خالٍ من المال والرأسمالية. وعلى الرغم من أن المتاجر المجانية لم تكن شائعة في الولايات المتحدة منذ ستينيات القرن العشرين، استوحت الحركة الفريغانية تأسيس المزيد من المتاجر المجانية. واليوم لا تزال الفكرة حية لدى الأجيال الجديدة من المراكز الاجتماعية وأنصار البيئة الذين اعتبروا الفكرة طريقة فضولية لزيادة الوعي بثقافة الاستهلاك ولتشجيع إعادة استخدام السلع.
ومن الناحية الثقافية، يشعر البعض أن قبول السلع المجانية يمثل وصمة عار، لذا نرى أن العديد ممن يستخدمون هذه المحلات هم أولئك المدفوعون إلى ذلك بسبب الحاجة (الفقراء ماليًا، مثل الدارسين والأمهات العازبات والمسنين) أو الاقتناع بالفكرة (المناهضون للرأسمالية وأنصار البيئة). ومحلات المقايضة، التي تتطلب تقديم شيء مقابل الشيء المأخوذ منها، هي إحدى الطرق التي عالجت مشكلات وصمة العار.

## الظواهر المماثلة
في الولايات المتحدة، تقوم مجموعات السوق المجانية الحقيقية بتنظيم «أيام تسوق» دورية في متنزهات المدن. وتشجع تلك الأسواق المشاركين على مشاركة الأشياء التي لا حاجة لهم بها، والغذاء، والمهارات والمواهب (المواهب الترفيهية، الحلاقة، إلخ)، وذلك مقابل الاعتناء بأنفسهم أو العودة بأغراضهم التي لم يتمكنوا من هبتها أثناء الحدث. وفي حالات أخرى، يتم تجميع السلع المستخدمة من منازل المتبرعين؛ وهو ما يساهم في التخلص من التكاليف العامة. والمتبرعون في كثير من الأحيان لا تدفعهم الحاجة المالية أو الاقتناع القوي بمناهضة الرأسمالية، ولكن الرغبة في التخلص مما سيتحول إلى مخلفات دون تجميعه في مراكز دفن النفايات.
هناك تطور آخر حديث في حركة محلات الهبة يتمثل في إنشاء شبكة فريسايكل. ولقد بدأت في ولاية أريزونا بهدف ربط الأشخاص الذين لديهم متعلقات زائدة عن الحاجة للتخلص منها لدى الأشخاص الذين يحتاجون إليها، ويتم تنظيمها كقوائم مناقشة/توزيع، وتتم استضافتها عادة على أحد مواقع الويب المجانية.
وفي عام 2007 بدأ مفهوم مماثل في الظهور في ديفون بإنجلترا حيث بدأت مجموعة من مكتبات الكتب المجانية أُطلق عليها اسم «بوك سايكل» ومعناه تدوير الكتب؛ وهي جمعية خيرية مسجلة يديرها متطوعون، حيث تهب الكتب والأشجار مقابل تبرع. وتُستخدم أي عائدات لإرسال كتب مجانية إلى البلدان النامية وزراعة الأشجار في المناطق المحلية. ويقدم موقع الويب الخاص بتلك الجمعية نصائح وإرشادات مفيدة حول كيفية إنشاء مكتبة مجانية. .